# Еріх Кезелау
Еріх Кезелау (нім. Erich Käselau; 25 березня 1922, Кіль — ?) — німецький офіцер-підводник, оберлейтенант-цур-зее крігсмаріне.

## Біографія
23 вересня 1940 року вступив на флот. В січні-травні 1943 року — 2-й вахтовий офіцер на підводному човні U-237, з липня 1943 по травень 1944 року — на U-990. В червні-липні 1944 року пройшов курс командира човна. В липні-жовтні 1944 року — додатковий командир на U-922. З 21 жовтня 1944 по 3 травня 1945 року — командир U-922.

## Звання
- Кандидат в офіцери (23 вересня 1940)
- Морський кадет (1940)
- Фенріх-цур-зее (1 серпня 1941)
- Оберфенріх-цур-зее (1 липня 1942)
- Лейтенант-цур-зее (1 січня 1943)
- Оберлейтенант-цур-зее (1 січня 1945)